# Амти Данії
Амти Данії — колишні метрополії Данії, які використовувалися переважно для адміністративних районів, у кожному з них була своя рада зі суттєвими повноваженнями. Спочатку налічувалося 24 амти, але 1970 року їх кількість скоротилася приблизно до 14 — число трохи коливалося протягом наступних 3 десятиліть. 2006 року було 30 традиційних амтів, а також 3 муніципалітети зі статусом округу (острів Борнгольм, який був амтом від 1660 до 2002 року, став комуною, але ненадовго, від 2003 до 2006 року). 1 січня 2007 року амти скасовано та замінено 5 більшими регіонами, які не є муніципалітетами.
Амт Копенгаген включає всі муніципалітети столичного Копенгагена, за винятком муніципалітету Копенгагена і муніципалітету Фредеріксберга, які в силу своєї особливості розташування за межами будь-якого з традиційних округів мають «статус округу». З 1 січня 2007 року ці два муніципалітети втратили свій особливий статус. Гренландія і Фарерські острови також є частинами Данії, але мають внутрішню автономію. Обидві значною мірою самоврядуються, і кожна направляє двох членів у данський парламент. Фарерські острови набули статусу самоврядування 1948 року; від 1816 до 1948 року острови були данськими амтами.

## Реформа
2004 року уряд запропонував закон, який скасовував амти і заміняв їх п'ятьма великими регіонами, основними обов'язками яких є охорона здоров'я: два регіони в Ютландії, два в Зеландії та один регіон, який охоплює Фюн та найпівденнішу частину Ютландії. Також законопроєкт вимагав, щоб муніципалітети об'єдналися, тобто їх чисельність скоротилася з 271 до 98, зі щонайменше 20 000 жителів у кожному муніципалітеті, хоча в цьому правилі зробили винятки. Від 2007 року у 25 муніципалітетах проживає менше 30 000 осіб, у середньому на один муніципалітет припадає 55 500 осіб. Тільки Велика Британія та Ірландія мають більш густонаселені утворення на найнижчому політико-адміністративному рівні. 24 лютого 2005 року реформу затвердив данський парламент, а амти ліквідовано 1 січня 2007 року.

## Список амтів (1970—2006)
| № на карті             | Герб                   | Назва                  | Тип об'єкта                      | Адмін. центр  | Населення (2006) | Площа (км²) |
| ---------------------- | ---------------------- | ---------------------- | -------------------------------- | ------------- | ---------------- | ----------- |
| -                      |                        | Гренландія             | амт                              | Нуук          | немає даних      | 2 116 000   |
|                        |                        |                        |                                  |               |                  |             |
| 1.                     |                        | Копенгаген             | комуна                           | Копенгаген    | 501 158          | 91,3        |
| 2.                     |                        | Фредеріксберг          | комуна                           | Фредеріксберг | 91 855           | 8,7         |
| 3.                     |                        | Копенгаген             | амт                              | Глоструп      | 618 529          | 526         |
| 4.                     |                        | Фредеріксборг          | амт                              | Гіллеред      | 378 686          | 1347        |
| 5.                     |                        | Роскілле               | амт                              | Роскілле      | 241 523          | 891         |
| 6.                     |                        | Західна Зеландія       | амт                              | Соро          | 307 207          | 2984        |
| 7.                     |                        | Сторстрьом             | амт                              | Нюкебінг      | 262 781          | 3398        |
| 8.                     |                        | Фюн                    | амт                              | Оденсе        | 478 347          | 3485        |
| 9.                     |                        | Південна Ютландія      | амт                              | Обенро        | 252 433          | 3939        |
| 10.                    |                        | Рібе                   | амт                              | Рібе          | 224 261          | 3132        |
| 11.                    |                        | Вайле                  | амт                              | Вайле         | 360 921          | 2997        |
| 12.                    |                        | Рінгкебінг             | амт                              | Рінгкебінг    | 275 065          | 4854        |
| 13.                    |                        | Віборг                 | амт                              | Віборг        | 234 896          | 6173        |
| 14.                    |                        | Північна Ютландія      | амт                              | Ольборг       | 495 090          | 6173        |
| 15.                    |                        | Орхус                  | амт                              | Орхус         | 661 370          | 4561        |
| 16.                    |                        | Борнгольм              | амт (1970—2002) комуна (2003-06) | Рьонне        | 43 347           | 588         |
| Данія (без Гренландії) | Данія (без Гренландії) | Данія (без Гренландії) | Данія (без Гренландії)           | Копенгаген    | 5 427 459        | 43 093      |